# Amphoe Bang Len
Bang Len (thaï : นครชัยศรี est un amphoe de la province de Nakhon Pathom, dans le centre de la Thaïlande